# Х-90
X-90 (по классификации МО США — AS-X-21) — предполагаемый индекс разрабатывавшейся МКБ «Радуга» гиперзвуковой крылатой ракеты. Созданный в рамках программы разработки опытный образец ракеты имеет обозначение ГЭЛА (гиперзвуковой экспериментальный летательный аппарат).
В ряде русскоязычных источников считается, что к ней перешло кодовое обозначение НАТО «Koala» от авиационного варианта ракеты «Метеорит», однако в западных источниках такая передача кода не имеет места и за AS-X-21 закреплено только название Gela.
Сам ГЭЛА демонстрировался на МАКС-95, но чёткие и непротиворечивые данные о состоянии программы и характеристиках ракеты Х-90 в источниках отсутствуют.
ГЭЛА разрабатывался по инициативе самого КБ «Радуга» и является по сути лабораторным образцом. Официальных сведений о заинтересованности министерства обороны РФ в разработке этой ракеты нет.
По данным разработчика работы приостановлены в 1992 году.
В ряде источников упоминается, что разработка КБ «Радуга» по этой теме начата ещё при СССР; Норман Фридман упоминает программу создания гиперзвуковой ракеты, как «программа 1980—1985», по которой в связи с Перестройкой и договорах о сокращении наступательных вооружений работы были прекращены.

## Конструкция и характеристики
Представляла собой крылатую ракету с раскладным треугольным крылом и фюзеляжем, почти полностью отданным под прямоточный двигатель (ПВРД).
Ракета по описаниям должна была оснащаться стартовым РДТТ и маршевым СПВРД или ГПВРД на керосине. По различным данным маршевое число Маха ракеты Х-90 должно составить от 2 до 4,5. Предположительная высота пуска 7000—20000 м, дальность — 3000 км при стартовой массе 15 тонн.

## История создания
Советские конструкторы начали работать по теме сверхзвуковых ракет в 1970-х годах. По словам Юрия Зайцева в 1980 году опытный образец Х-90 достиг рекордной скорости 3—4 Маха. Предполагалось принять ракету на вооружение в 1983 году.
По некоторым данным, в конце 1980-х гг. с самолёта-носителя был произведён успешный пуск Х-90 , и ракета достигла расчётной скорости.

### В настоящее время
13 декабря 2012 года представитель МКБ «Радуга» в интервью газете «Известия» заявил:

ГЭЛА «неактуален уже 10 лет» и «каких-либо опытных экземпляров там не производится». Ни о каких экспериментальных полётах КБ не знает.
— Возможно, коллеги из ЦАГИ говорят о формальном решении, потому что закрытие проекта — это уже свершившийся факт. Мы не работаем с ним уже 10 лет.